# Hespererato maugeriae
Hespererato maugeriae är en snäckart som först beskrevs av John Edward Gray 1832.  Hespererato maugeriae ingår i släktet Hespererato och familjen Triviidae. Inga underarter finns listade i Catalogue of Life.